# Писарово (Плевенська область)
Писаро́во (болг. Писарово) — село в Плевенській області Болгарії. Входить до складу общини Іскир.

## Населення
За даними перепису населення 2011 року у селі проживали 836 осіб.
Національний склад населення села:
| Національність   | Кількість осіб | Відсоток |
| ---------------- | -------------- | -------- |
| болгари          | 794            | 95,8%    |
| турки            | 29             | 3,5%     |
| Всього відповіли | 829            |          |

Розподіл населення за віком у 2011 році:
Динаміка населення: